# Echinodermata
Los equinodermos (Echinodermata, del griego. ekhino, «púa» y derma, «piel») son un filo de animales deuteróstomos exclusivamente marinos y bentónicos. Su nombre alude a su exclusivo esqueleto interno formado por osículos calcáreos. Poseen simetría pentarradial secundaria, caso único en el reino animal, y un sistema vascular acuífero característico. Este grupo de animales normalmente se quedan en un mismo lugar sin moverse de ahí hasta en mucho tiempo.
Existen aproximadamente 7.000 especies actuales más unas 13 000 especies extintas, ya que su historia se remonta a principios del Cámbrico, siendo uno de los grupos animales mejor representados en el registro fósil.
Los equinodermos son conocidos desde la antigüedad. Aparecen en frescos cretenses de hace más de 4.000 años, pero no fueron reconocidos como un taxón independiente hasta 1847.
La especialidad de la zoología que estudia específicamente a los equinodermos se denomina equinología.
Algunas de las especies más famosas son las estrellas de mar, las ofiuras, las galletas de mar, los pepinos de mar, los lirios de mar, los erizos de mar y otros

## Características generales

Anatomía de un asteroideo:
1.- Estómago pilórico;
2.- Ano;
3.- Glándula rectal;
4.- Canal pétreo;
5.- Madreporito;
6.- Canal pilórico;
7.- Ciego pilórico;
8.- Estómago cardiaco;
9.- Gónada;
10.- Surco ambulacral;
11.- Ampolla del pie ambulacral.

### Simetría
Los equinodermos son animales originalmente con simetría pentarradial, menos las larvas, que poseen simetría bilateral. Así, el cuerpo queda dividido en cinco regiones que se disponen alrededor de un disco central. Como resultado de dicha simetría la cabeza no se diferencia del resto del cuerpo más que por la placa madrepórica, que nos indica el auténtico eje de simetría, ya que se encuentra en una sola de las cinco secciones. En el curso de su evolución algunos grupos han retornado a una simetría aproximada o decididamente bilateral.

### Tegumento
Bajo la epidermis se halla una dermis derivada del mesodermo que contiene los elementos esqueléticos, denominados osículos, y a continuación hay capas musculares y el peritoneo del celoma. El grado de desarrollo de estos elementos varía según los grupos: en los erizos de mar los osículos están fuertemente unidos entre sí y forman un caparazón rígido y, en consecuencia, los músculos de la pared del cuerpo están poco desarrollados, mientras que en las holoturias los osículos son diminutos y se encuentran dispersos en la dermis carnosa, estando las capas musculares bien desarrolladas.
Los osículos están compuestos de carbonato cálcico en forma de calcita con pequeñas cantidades de carbonato de magnesio. Con frecuencia presentan salientes (tubérculos, gránulos) y espinas fijas o móviles. Los asteroideos y equinoideos presentan, además, unas estructuras exclusivas en forma de pinza, llamadas pedicelarios, que tienen diversas funciones: eliminan restos y larvas que intentan fijarse sobre el cuerpo, defienden al animal de los depredadores (incluso con producción de toxinas) o participan en la captura de presas.

### Celoma y sistema vascular acuífero
El celoma de los equinodermos es tricameral, constituido por protoceles, mesoceles y metaceles pares. En el adulto, el celoma deriva del metacele embrionario y forma el revestimiento de las gónadas, el celoma principal del cuerpo (celoma perivisceral) y el sistema vascular acuífero o aparato ambulacral.

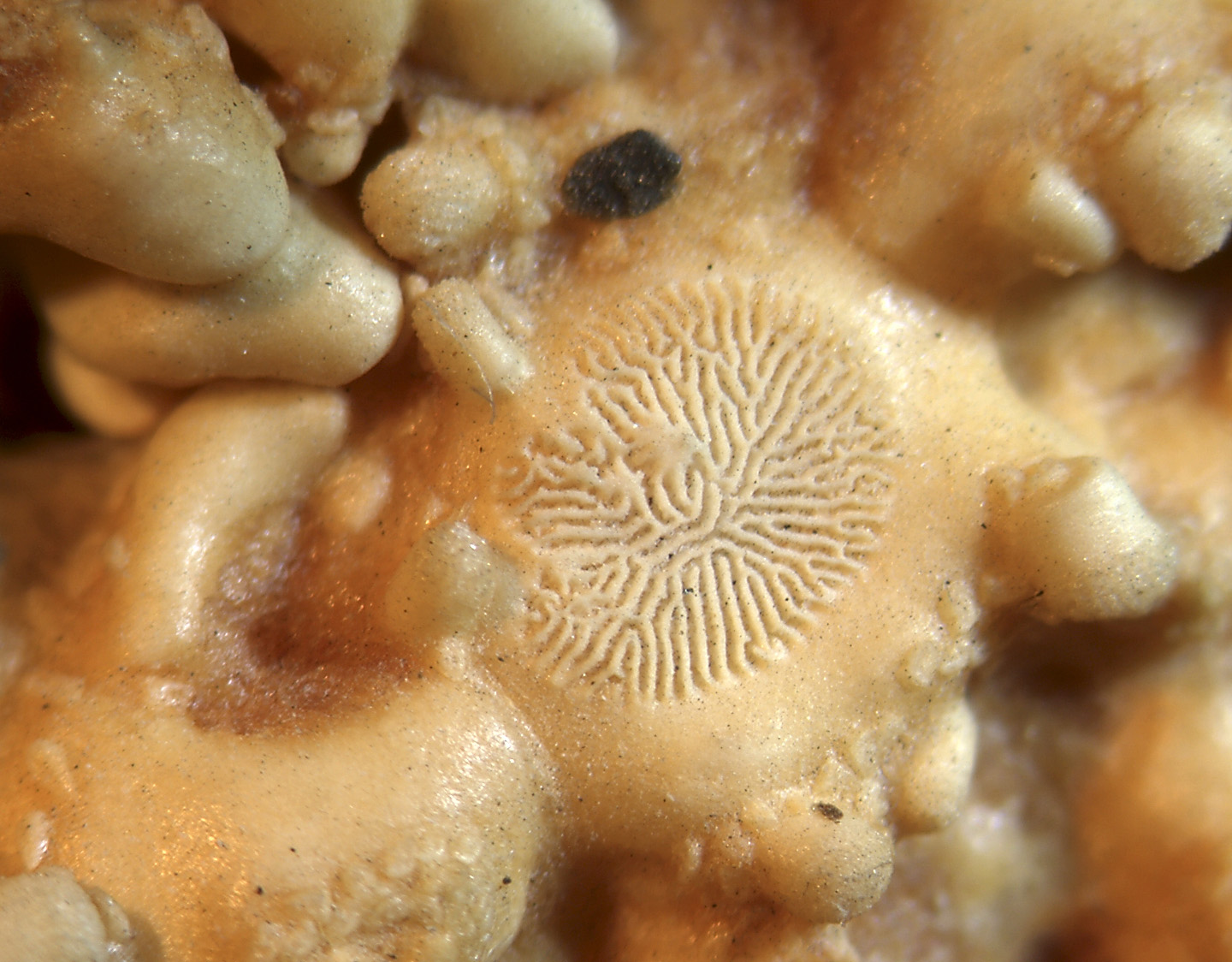
Placa madrepórica de una estrella de mar.

- Celoma perivisceral. Es la cavidad principal del cuerpo y está tapizado de peritoneo ciliado; contiene líquido celomático, fundamental en la circulación y posee diferentes células (celomocitos), muchas de ellas fagocíticas; los celomocitos de muchas holoturias y de algunas ofiuras tienen hemoglobina.

- Sistema vascular acuífero o aparato ambulacral. Se trata de un complejo sistema de conductos y reservorios llenos de líquido que interviene en el transporte interno y que acciona hidráulicamente unos salientes carnosos denominados pies ambulacrales, cuyas partes externas (podios) pueden desempeñar diversas funciones, como la locomoción, el intercambio gaseoso, la alimentación, la fijación al sustrato y la percepción sensorial. El sistema vascular acuífero se abre al exterior a través del madreporito o placa madrepórica (excepto en los crinoideos y holoturoideos). El líquido del sistema vascular es similar al agua de mar, excepto por la presencia de celomocitos, proteínas y más concentración de iones potasio.

En los asteroideos, el madreporito da lugar al conducto pétreo, que conecta con un canal anular que se extiende alrededor de toda la boca del animal. Junto al canal anular pueden aparecer las Vesículas de Poli y los cuerpos de Tiedemann.

### Circulación y excreción
Los vasos sanguíneos están en conexión con lagunas o senos, por tanto, se trata de un aparato circulatorio abierto; carecen de corazón.
Los órganos excretores están poco desarrollados; las sustancias disueltas se eliminan a través del sistema vascular acuífero tanto por los podios como por el madreporito.

## Locomoción

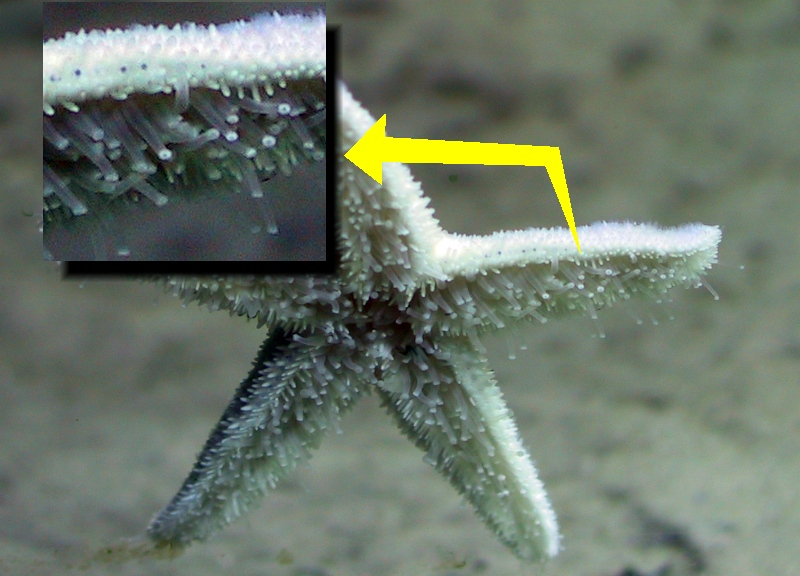
Pies ambulacrales de una estrella de mar

Excepto algunos crinoideos sésiles, la mayoría de los crinoideos actuales son capaces de reptar y nadar, actividades que realizan gracias al movimiento de sus brazos.
Los asteroideos se desplazan gracias a la actividad de los miles de pies de la superficie oral, permaneciendo los brazos de la estrella de mar más o menos estáticos respecto al disco central. El movimiento en la mayoría de casos es un deslizamiento suave y lento.
Los ofiuroideos utilizan la flexibilidad de sus brazos para el desplazamiento, aunque los pies intervienen también en el movimiento y en la capacidad de excavación.
Los equinoideos se desplazan gracias a la acción combinada de sus pies y a sus espinas móviles.
Los holoturoideos reptan y excavan gracias a sus pies y mediante la contracción de los potentes músculos de su pared corporal.

## Reproducción

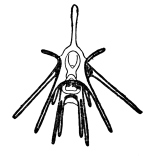
Larva pluteus

Los equinodermos se reproducen sexualmente, aunque en algunas clases hay ejemplos de reproducción asexual. La reproducción sexual es externa, con fecundación en el agua, aunque muchas especies son incubadoras. La reproducción asexual, ya sea por fisión como por autotomía de una porción del cuerpo, sucede en holoturoideos y asteroideos; en ofiuros algunas especies se reproducen asexualmente por fisión.

## Hábitat
Todos los equinodermos son marinos, ya que son incapaces de sobrevivir en agua dulce o en tierra porque la concentración salina de su medio interno es igual a la del medio externo y carecen de estructuras respiratorias, órganos excretores y osmorreguladores. Sin embargo, en el mar están distribuidos en todos los océanos y profundidades. Con muy escasas excepciones, todos los equinodermos son bentónicos y en algunas regiones de aguas profundas pueden llegar a representar el 95% de la biomasa.

## Evolución

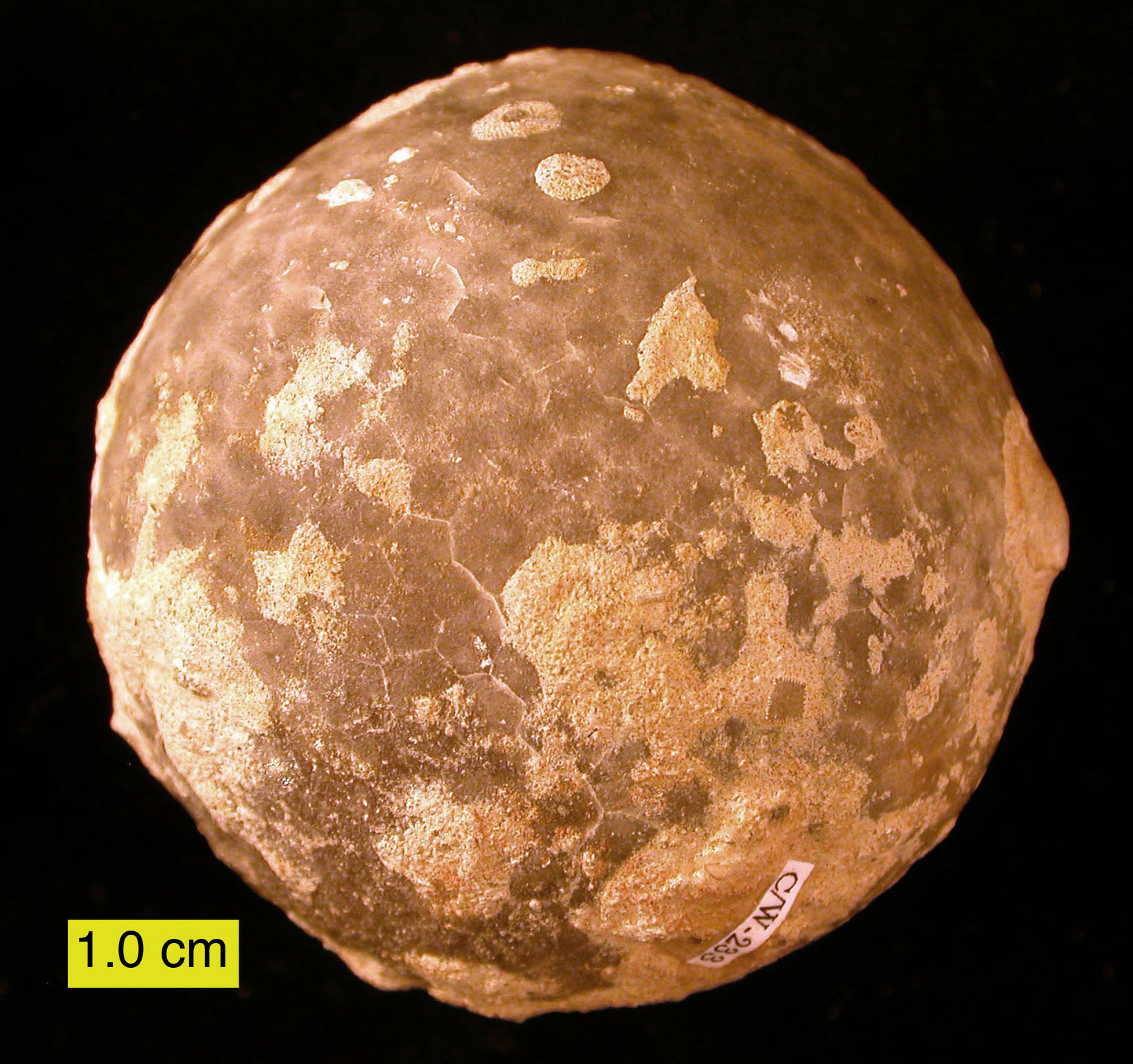
El cistoideo Echinosphaerites del Ordovícico del noreste de Estonia; aproximadamente 5 mm de diámetro.

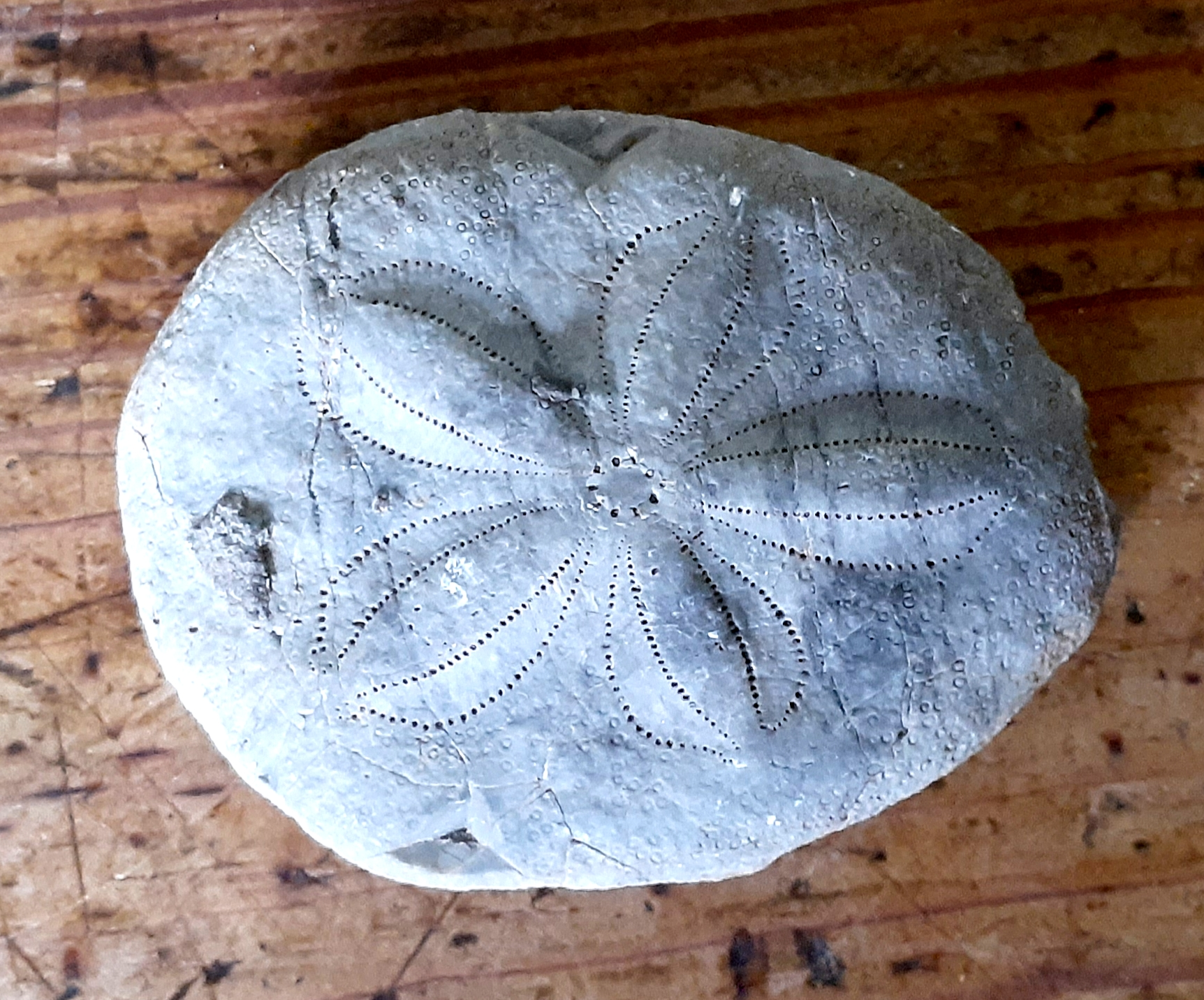
Fósil encontrado a 1600 en el Parque Nacional Juan Crisostomo Falcón, Venezuela.

Los equinodermos poseen un amplio registro fósil. El equinodermo más antiguo aceptado universalmente procede del Cámbrico, hace 540 millones de años. Se acepta mayoritariamente, debido a la existencia de larvas con simetría bilateral, que los ancestros de los equinodermos fueron bilaterales con el celoma formado por tres regiones (trímeros).
Algunas hipótesis sostienen que la simetría pentarradial de los equinodermos apareció en un ancestro de movimiento libre y que los grupos sésiles derivaron varias veces de dicho ancestro. No obstante, este punto de vista no tiene en cuenta el significado de la simetría pentarradial como adaptación para un modo de vida sésil.
La hipótesis más tradicional es la que supone que el primer equinodermo fue sésil, y la simetría pentarradial fue una adaptación a este modo de vida; los equinodermos libres derivarían de tales formas fijas.
Los miembros de la extinta clase Homalozoa, habitualmente conocidos como carpoideos no poseían simetría pentarradial y se desconoce la estructura de su sistema ambulacral. Por otra parte, los representantes de la también extinta clase Helicoplacoidea poseían tres auténticos surcos ambulacrales y la boca dispuesta lateralmente.
La fijación al sustrato pudo haber sido seleccionada por la simetría pentarradial lo que pudo suponer el origen de los crinoideos. Los miembros de esta clase, junto con los extintos Cystoidea, estuvieron primitivamente fijados al sustrato por un pedúnculo aboral. Un ancestro que se tornó libre pudo dar lugar a los asteroideos, ofiuroideos, holoturoideos y equinoideos.

## Filogenia
El siguiente cladograma muestra las posibles relaciones filogenéticas de los principales grupos de equinodermos:
|  | Crinoidea    |
|  |              |
|  | Blastoidea † |
|  |              |

|  | Somasteroidea †                                            |
|  |                                                            |
|  | \| \| Asteroidea \| \| \| \| \| \| Ophiuroidea \| \| \| \| |
|  |                                                            |
|  | Asteroidea                                                 |
|  |                                                            |
|  | Ophiuroidea                                                |
|  |                                                            |

|  | Asteroidea  |
|  |             |
|  | Ophiuroidea |
|  |             |

|  | Holothuroidea |
|  |               |
|  | Echinoidea    |
|  |               |

|  | Somasteroidea †                                            |
|  |                                                            |
|  | \| \| Asteroidea \| \| \| \| \| \| Ophiuroidea \| \| \| \| |
|  |                                                            |
|  | Asteroidea                                                 |
|  |                                                            |
|  | Ophiuroidea                                                |
|  |                                                            |

|  | Asteroidea  |
|  |             |
|  | Ophiuroidea |
|  |             |

|  | Holothuroidea |
|  |               |
|  | Echinoidea    |
|  |               |

|  | Crinoidea    |
|  |              |
|  | Blastoidea † |
|  |              |

|  | Somasteroidea †                                            |
|  |                                                            |
|  | \| \| Asteroidea \| \| \| \| \| \| Ophiuroidea \| \| \| \| |
|  |                                                            |
|  | Asteroidea                                                 |
|  |                                                            |
|  | Ophiuroidea                                                |
|  |                                                            |

|  | Asteroidea  |
|  |             |
|  | Ophiuroidea |
|  |             |

|  | Holothuroidea |
|  |               |
|  | Echinoidea    |
|  |               |

|  | Somasteroidea †                                            |
|  |                                                            |
|  | \| \| Asteroidea \| \| \| \| \| \| Ophiuroidea \| \| \| \| |
|  |                                                            |
|  | Asteroidea                                                 |
|  |                                                            |
|  | Ophiuroidea                                                |
|  |                                                            |

|  | Asteroidea  |
|  |             |
|  | Ophiuroidea |
|  |             |

|  | Holothuroidea |
|  |               |
|  | Echinoidea    |
|  |               |

|  | Crinoidea    |
|  |              |
|  | Blastoidea † |
|  |              |

|  | Somasteroidea †                                            |
|  |                                                            |
|  | \| \| Asteroidea \| \| \| \| \| \| Ophiuroidea \| \| \| \| |
|  |                                                            |
|  | Asteroidea                                                 |
|  |                                                            |
|  | Ophiuroidea                                                |
|  |                                                            |

|  | Asteroidea  |
|  |             |
|  | Ophiuroidea |
|  |             |

|  | Holothuroidea |
|  |               |
|  | Echinoidea    |
|  |               |

|  | Somasteroidea †                                            |
|  |                                                            |
|  | \| \| Asteroidea \| \| \| \| \| \| Ophiuroidea \| \| \| \| |
|  |                                                            |
|  | Asteroidea                                                 |
|  |                                                            |
|  | Ophiuroidea                                                |
|  |                                                            |

|  | Asteroidea  |
|  |             |
|  | Ophiuroidea |
|  |             |

|  | Holothuroidea |
|  |               |
|  | Echinoidea    |
|  |               |

|  | Crinoidea    |
|  |              |
|  | Blastoidea † |
|  |              |

|  | Somasteroidea †                                            |
|  |                                                            |
|  | \| \| Asteroidea \| \| \| \| \| \| Ophiuroidea \| \| \| \| |
|  |                                                            |
|  | Asteroidea                                                 |
|  |                                                            |
|  | Ophiuroidea                                                |
|  |                                                            |

|  | Asteroidea  |
|  |             |
|  | Ophiuroidea |
|  |             |

|  | Holothuroidea |
|  |               |
|  | Echinoidea    |
|  |               |

|  | Somasteroidea †                                            |
|  |                                                            |
|  | \| \| Asteroidea \| \| \| \| \| \| Ophiuroidea \| \| \| \| |
|  |                                                            |
|  | Asteroidea                                                 |
|  |                                                            |
|  | Ophiuroidea                                                |
|  |                                                            |

|  | Asteroidea  |
|  |             |
|  | Ophiuroidea |
|  |             |

|  | Holothuroidea |
|  |               |
|  | Echinoidea    |
|  |               |

|  | Crinoidea    |
|  |              |
|  | Blastoidea † |
|  |              |

|  | Somasteroidea †                                            |
|  |                                                            |
|  | \| \| Asteroidea \| \| \| \| \| \| Ophiuroidea \| \| \| \| |
|  |                                                            |
|  | Asteroidea                                                 |
|  |                                                            |
|  | Ophiuroidea                                                |
|  |                                                            |

|  | Asteroidea  |
|  |             |
|  | Ophiuroidea |
|  |             |

|  | Holothuroidea |
|  |               |
|  | Echinoidea    |
|  |               |

|  | Somasteroidea †                                            |
|  |                                                            |
|  | \| \| Asteroidea \| \| \| \| \| \| Ophiuroidea \| \| \| \| |
|  |                                                            |
|  | Asteroidea                                                 |
|  |                                                            |
|  | Ophiuroidea                                                |
|  |                                                            |

|  | Asteroidea  |
|  |             |
|  | Ophiuroidea |
|  |             |

|  | Holothuroidea |
|  |               |
|  | Echinoidea    |
|  |               |

|  | Crinoidea    |
|  |              |
|  | Blastoidea † |
|  |              |

|  | Somasteroidea †                                            |
|  |                                                            |
|  | \| \| Asteroidea \| \| \| \| \| \| Ophiuroidea \| \| \| \| |
|  |                                                            |
|  | Asteroidea                                                 |
|  |                                                            |
|  | Ophiuroidea                                                |
|  |                                                            |

|  | Asteroidea  |
|  |             |
|  | Ophiuroidea |
|  |             |

|  | Holothuroidea |
|  |               |
|  | Echinoidea    |
|  |               |

|  | Somasteroidea †                                            |
|  |                                                            |
|  | \| \| Asteroidea \| \| \| \| \| \| Ophiuroidea \| \| \| \| |
|  |                                                            |
|  | Asteroidea                                                 |
|  |                                                            |
|  | Ophiuroidea                                                |
|  |                                                            |

|  | Asteroidea  |
|  |             |
|  | Ophiuroidea |
|  |             |

|  | Holothuroidea |
|  |               |
|  | Echinoidea    |
|  |               |

|  | Crinoidea    |
|  |              |
|  | Blastoidea † |
|  |              |

|  | Somasteroidea †                                            |
|  |                                                            |
|  | \| \| Asteroidea \| \| \| \| \| \| Ophiuroidea \| \| \| \| |
|  |                                                            |
|  | Asteroidea                                                 |
|  |                                                            |
|  | Ophiuroidea                                                |
|  |                                                            |

|  | Asteroidea  |
|  |             |
|  | Ophiuroidea |
|  |             |

|  | Holothuroidea |
|  |               |
|  | Echinoidea    |
|  |               |

|  | Somasteroidea †                                            |
|  |                                                            |
|  | \| \| Asteroidea \| \| \| \| \| \| Ophiuroidea \| \| \| \| |
|  |                                                            |
|  | Asteroidea                                                 |
|  |                                                            |
|  | Ophiuroidea                                                |
|  |                                                            |

|  | Asteroidea  |
|  |             |
|  | Ophiuroidea |
|  |             |

|  | Holothuroidea |
|  |               |
|  | Echinoidea    |
|  |               |

|  | Crinoidea    |
|  |              |
|  | Blastoidea † |
|  |              |

|  | Somasteroidea †                                            |
|  |                                                            |
|  | \| \| Asteroidea \| \| \| \| \| \| Ophiuroidea \| \| \| \| |
|  |                                                            |
|  | Asteroidea                                                 |
|  |                                                            |
|  | Ophiuroidea                                                |
|  |                                                            |

|  | Asteroidea  |
|  |             |
|  | Ophiuroidea |
|  |             |

|  | Holothuroidea |
|  |               |
|  | Echinoidea    |
|  |               |

|  | Somasteroidea †                                            |
|  |                                                            |
|  | \| \| Asteroidea \| \| \| \| \| \| Ophiuroidea \| \| \| \| |
|  |                                                            |
|  | Asteroidea                                                 |
|  |                                                            |
|  | Ophiuroidea                                                |
|  |                                                            |

|  | Asteroidea  |
|  |             |
|  | Ophiuroidea |
|  |             |

|  | Holothuroidea |
|  |               |
|  | Echinoidea    |
|  |               |

|  | Crinoidea    |
|  |              |
|  | Blastoidea † |
|  |              |

|  | Somasteroidea †                                            |
|  |                                                            |
|  | \| \| Asteroidea \| \| \| \| \| \| Ophiuroidea \| \| \| \| |
|  |                                                            |
|  | Asteroidea                                                 |
|  |                                                            |
|  | Ophiuroidea                                                |
|  |                                                            |

|  | Asteroidea  |
|  |             |
|  | Ophiuroidea |
|  |             |

|  | Holothuroidea |
|  |               |
|  | Echinoidea    |
|  |               |

|  | Somasteroidea †                                            |
|  |                                                            |
|  | \| \| Asteroidea \| \| \| \| \| \| Ophiuroidea \| \| \| \| |
|  |                                                            |
|  | Asteroidea                                                 |
|  |                                                            |
|  | Ophiuroidea                                                |
|  |                                                            |

|  | Asteroidea  |
|  |             |
|  | Ophiuroidea |
|  |             |

|  | Holothuroidea |
|  |               |
|  | Echinoidea    |
|  |               |

|  | Crinoidea    |
|  |              |
|  | Blastoidea † |
|  |              |

|  | Somasteroidea †                                            |
|  |                                                            |
|  | \| \| Asteroidea \| \| \| \| \| \| Ophiuroidea \| \| \| \| |
|  |                                                            |
|  | Asteroidea                                                 |
|  |                                                            |
|  | Ophiuroidea                                                |
|  |                                                            |

|  | Asteroidea  |
|  |             |
|  | Ophiuroidea |
|  |             |

|  | Holothuroidea |
|  |               |
|  | Echinoidea    |
|  |               |

|  | Somasteroidea †                                            |
|  |                                                            |
|  | \| \| Asteroidea \| \| \| \| \| \| Ophiuroidea \| \| \| \| |
|  |                                                            |
|  | Asteroidea                                                 |
|  |                                                            |
|  | Ophiuroidea                                                |
|  |                                                            |

|  | Asteroidea  |
|  |             |
|  | Ophiuroidea |
|  |             |

|  | Holothuroidea |
|  |               |
|  | Echinoidea    |
|  |               |

|  | Crinoidea    |
|  |              |
|  | Blastoidea † |
|  |              |

|  | Somasteroidea †                                            |
|  |                                                            |
|  | \| \| Asteroidea \| \| \| \| \| \| Ophiuroidea \| \| \| \| |
|  |                                                            |
|  | Asteroidea                                                 |
|  |                                                            |
|  | Ophiuroidea                                                |
|  |                                                            |

|  | Asteroidea  |
|  |             |
|  | Ophiuroidea |
|  |             |

|  | Holothuroidea |
|  |               |
|  | Echinoidea    |
|  |               |

|  | Somasteroidea †                                            |
|  |                                                            |
|  | \| \| Asteroidea \| \| \| \| \| \| Ophiuroidea \| \| \| \| |
|  |                                                            |
|  | Asteroidea                                                 |
|  |                                                            |
|  | Ophiuroidea                                                |
|  |                                                            |

|  | Asteroidea  |
|  |             |
|  | Ophiuroidea |
|  |             |

|  | Holothuroidea |
|  |               |
|  | Echinoidea    |
|  |               |

|  | Crinoidea    |
|  |              |
|  | Blastoidea † |
|  |              |

|  | Somasteroidea †                                            |
|  |                                                            |
|  | \| \| Asteroidea \| \| \| \| \| \| Ophiuroidea \| \| \| \| |
|  |                                                            |
|  | Asteroidea                                                 |
|  |                                                            |
|  | Ophiuroidea                                                |
|  |                                                            |

|  | Asteroidea  |
|  |             |
|  | Ophiuroidea |
|  |             |

|  | Holothuroidea |
|  |               |
|  | Echinoidea    |
|  |               |

|  | Somasteroidea †                                            |
|  |                                                            |
|  | \| \| Asteroidea \| \| \| \| \| \| Ophiuroidea \| \| \| \| |
|  |                                                            |
|  | Asteroidea                                                 |
|  |                                                            |
|  | Ophiuroidea                                                |
|  |                                                            |

|  | Asteroidea  |
|  |             |
|  | Ophiuroidea |
|  |             |

|  | Holothuroidea |
|  |               |
|  | Echinoidea    |
|  |               |

|  | Crinoidea    |
|  |              |
|  | Blastoidea † |
|  |              |

|  | Somasteroidea †                                            |
|  |                                                            |
|  | \| \| Asteroidea \| \| \| \| \| \| Ophiuroidea \| \| \| \| |
|  |                                                            |
|  | Asteroidea                                                 |
|  |                                                            |
|  | Ophiuroidea                                                |
|  |                                                            |

|  | Asteroidea  |
|  |             |
|  | Ophiuroidea |
|  |             |

|  | Holothuroidea |
|  |               |
|  | Echinoidea    |
|  |               |

|  | Somasteroidea †                                            |
|  |                                                            |
|  | \| \| Asteroidea \| \| \| \| \| \| Ophiuroidea \| \| \| \| |
|  |                                                            |
|  | Asteroidea                                                 |
|  |                                                            |
|  | Ophiuroidea                                                |
|  |                                                            |

|  | Asteroidea  |
|  |             |
|  | Ophiuroidea |
|  |             |

|  | Holothuroidea |
|  |               |
|  | Echinoidea    |
|  |               |

|  | Crinoidea    |
|  |              |
|  | Blastoidea † |
|  |              |

|  | Somasteroidea †                                            |
|  |                                                            |
|  | \| \| Asteroidea \| \| \| \| \| \| Ophiuroidea \| \| \| \| |
|  |                                                            |
|  | Asteroidea                                                 |
|  |                                                            |
|  | Ophiuroidea                                                |
|  |                                                            |

|  | Asteroidea  |
|  |             |
|  | Ophiuroidea |
|  |             |

|  | Holothuroidea |
|  |               |
|  | Echinoidea    |
|  |               |

|  | Somasteroidea †                                            |
|  |                                                            |
|  | \| \| Asteroidea \| \| \| \| \| \| Ophiuroidea \| \| \| \| |
|  |                                                            |
|  | Asteroidea                                                 |
|  |                                                            |
|  | Ophiuroidea                                                |
|  |                                                            |

|  | Asteroidea  |
|  |             |
|  | Ophiuroidea |
|  |             |

|  | Holothuroidea |
|  |               |
|  | Echinoidea    |
|  |               |

|  | Crinoidea    |
|  |              |
|  | Blastoidea † |
|  |              |

|  | Somasteroidea †                                            |
|  |                                                            |
|  | \| \| Asteroidea \| \| \| \| \| \| Ophiuroidea \| \| \| \| |
|  |                                                            |
|  | Asteroidea                                                 |
|  |                                                            |
|  | Ophiuroidea                                                |
|  |                                                            |

|  | Asteroidea  |
|  |             |
|  | Ophiuroidea |
|  |             |

|  | Holothuroidea |
|  |               |
|  | Echinoidea    |
|  |               |

|  | Somasteroidea †                                            |
|  |                                                            |
|  | \| \| Asteroidea \| \| \| \| \| \| Ophiuroidea \| \| \| \| |
|  |                                                            |
|  | Asteroidea                                                 |
|  |                                                            |
|  | Ophiuroidea                                                |
|  |                                                            |

|  | Asteroidea  |
|  |             |
|  | Ophiuroidea |
|  |             |

|  | Holothuroidea |
|  |               |
|  | Echinoidea    |
|  |               |

|  | Crinoidea    |
|  |              |
|  | Blastoidea † |
|  |              |

|  | Somasteroidea †                                            |
|  |                                                            |
|  | \| \| Asteroidea \| \| \| \| \| \| Ophiuroidea \| \| \| \| |
|  |                                                            |
|  | Asteroidea                                                 |
|  |                                                            |
|  | Ophiuroidea                                                |
|  |                                                            |

|  | Asteroidea  |
|  |             |
|  | Ophiuroidea |
|  |             |

|  | Holothuroidea |
|  |               |
|  | Echinoidea    |
|  |               |

|  | Somasteroidea †                                            |
|  |                                                            |
|  | \| \| Asteroidea \| \| \| \| \| \| Ophiuroidea \| \| \| \| |
|  |                                                            |
|  | Asteroidea                                                 |
|  |                                                            |
|  | Ophiuroidea                                                |
|  |                                                            |

|  | Asteroidea  |
|  |             |
|  | Ophiuroidea |
|  |             |

|  | Holothuroidea |
|  |               |
|  | Echinoidea    |
|  |               |

### Filogenia con otros filos
Los equinodermos junto con los hemicordados y cordados constituyen el grupo de los deuteróstomos el cual esta respaldado por sus etapas en el desarrollo embrionario donde se forma primero el ano y la boca en segundo lugar, en contraposición a los protóstomos, en los que boca y ano se desarrollan en orden inverso. Los análisis genéticos dan la siguiente filogenia para los grupos importantes de deuteróstomos:
|              | Xenacoelomorpha                                                |
|              |                                                                |
| Ambulacraria | \| \| Echinodermata \| \| \| \| \| \| Hemichordata \| \| \| \| |
|              | \| \| Echinodermata \| \| \| \| \| \| Hemichordata \| \| \| \| |
|              | Echinodermata                                                  |
|              |                                                                |
|              | Hemichordata                                                   |
|              |                                                                |

|  | Echinodermata |
|  |               |
|  | Hemichordata  |
|  |               |

|            | Cephalochordata                                                              |
|            |                                                                              |
| Olfactores | \| \| Urochordata/Tunicata \| \| \| \| \| \| Vertebrata/Craniata \| \| \| \| |
|            | \| \| Urochordata/Tunicata \| \| \| \| \| \| Vertebrata/Craniata \| \| \| \| |
|            | Urochordata/Tunicata                                                         |
|            |                                                                              |
|            | Vertebrata/Craniata                                                          |
|            |                                                                              |

|  | Urochordata/Tunicata |
|  |                      |
|  | Vertebrata/Craniata  |
|  |                      |

|              | Xenacoelomorpha                                                |
|              |                                                                |
| Ambulacraria | \| \| Echinodermata \| \| \| \| \| \| Hemichordata \| \| \| \| |
|              | \| \| Echinodermata \| \| \| \| \| \| Hemichordata \| \| \| \| |
|              | Echinodermata                                                  |
|              |                                                                |
|              | Hemichordata                                                   |
|              |                                                                |

|  | Echinodermata |
|  |               |
|  | Hemichordata  |
|  |               |

|            | Cephalochordata                                                              |
|            |                                                                              |
| Olfactores | \| \| Urochordata/Tunicata \| \| \| \| \| \| Vertebrata/Craniata \| \| \| \| |
|            | \| \| Urochordata/Tunicata \| \| \| \| \| \| Vertebrata/Craniata \| \| \| \| |
|            | Urochordata/Tunicata                                                         |
|            |                                                                              |
|            | Vertebrata/Craniata                                                          |
|            |                                                                              |

|  | Urochordata/Tunicata |
|  |                      |
|  | Vertebrata/Craniata  |
|  |                      |

## Taxonomía

### Grupos actuales
Los equinodermos actuales se subdividen tradicionalmente en dos subfilos y cinco clases:
- Subfilo Pelmatozoa. Equinodermos inmóviles

Clase Crinoidea. Lirios de mar; unas 625 especies.
- Subfilo Eleutherozoa. Equinodermos móviles

Clase Asteroidea. Estrellas de mar; unas 1500 especies.
Clase Ophiuroidea. Ofiuras; unas 2000 especies.
Clase Echinoidea. Erizos de mar; unas 950 especies.
Clase Holothuroidea. Pepinos de mar; unas 1150 especies.
Clase Concentricycloidea. Margaritas de mar. Un género y tres especies de reciente descripción y posición taxonómica incierta.

### Grupos actuales y extintos
Si se toman en consideración las formas fósiles, el esquema clasificatorio se complica considerablemente y varía según los autores. La controversia sobre la clasificación interna del filo data de mediados del siglo XIX debido al abundante registro fósil; algunos esquemas reconocen hasta 25 clases. La siguiente clasificación está tomada de wikispecies y Tree of Life:
Subfilo Homalozoa †
Clase Stylophora †
Clase Homoiostelea †
Clase Homostelea †
Clase Ctenocystoidea †
Subfilo Pelmatozoa
Clase Blastoidea †
Clase Crinoidea
Clase Cystoidea †
Clase Eocrinoidea †
Clase Paracrinoidea †
Clase Rhombifera †
Subfilo Eleutherozoa
Superclase Asterozoa
Clase Somasteroidea †
Clase Asteroidea
Clase Ophiuroidea
Superclase Echinozoa
Clase Cyclocystoidea †
Clase Echinoidea
Clase Edrioasteroidea †
Clase Holothuroidea
Clase Helicoplacoidea †
Clase Ophiocistioidea †

## Gastronomía

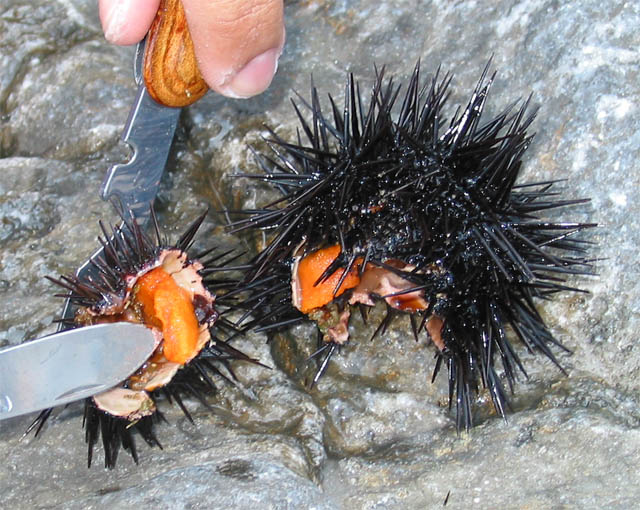
Las gónadas (anaranjadas) de un erizo de mar

Los erizos de mar y las holoturias (espardeña) son muy apreciados en la gastronomía de algunas regiones. La parte más apreciada de los erizos son las gónadas femeninas, de un vistoso color anaranjado. De las holoturias se consume la musculosa pared del cuerpo.